# Erhard Kupfer
Erhard Kupfer (geboren 24. Januar 1882 in Schweinfurt; gestorben 23. Dezember 1942 in Fürth) war ein deutscher Politiker der SPD und Gewerkschafter.
Kupfer war gelernter Maurer. Er engagierte sich intensiv in der Gewerkschaft und der SPD. Im Jahr 1909 wurde er zum Vorsitzenden der SPD Schweinfurt gewählt. Diesen Posten behielt er bis 1913. Ebenfalls 1909 wurde er zum Stadtverordneten Schweinfurts gewählt, was er bis 1919 blieb. Im Jahr 1911 wurde er Angestellter des Allgemeinen Deutschen Gewerkschaftsbunds in Nürnberg, für den er bis Mai 1933 als Bezirkssekretär tätig war. Von 1928 bis 1933 saß er als Abgeordneter im Bayerischen Landtag. Während dieser Zeit war er Mitglied in vier Ausschüssen und zwei Zwischenausschüssen.
In der Zeit des Nationalsozialismus wurde Erhard Kupfer aufgrund seiner politischen Tätigkeit verfolgt. Seine Anstellung als Gewerkschaftssekretär verlor er bereits im Mai 1933 und fand in der Folge keine dauerhafte Anstellung mehr. Vom 4. Mai 1933 bis zum 3. Juni 1933 war er aus politischen Gründen in Nürnberg inhaftiert. Von dort wurde er in das KZ Dachau verlegt, von wo er am 19. Februar 1934 entlassen wurde. Im Jahr 1937 wurde er erneut verhaftet und blieb vom 17. September bis zum 4. Dezember in Nürnberg in Haft. Die Haftzeit schadete der Gesundheit Kupfers stark. Er erholte sich nie ganz von seinem Aufenthalt im KZ Dachau und starb im Alter von sechzig Jahren.